# Don Garlits
Donald Glenn Garlits, detto Don (Tampa, 14 gennaio 1932), è un ex pilota automobilistico e ingegnere statunitense.

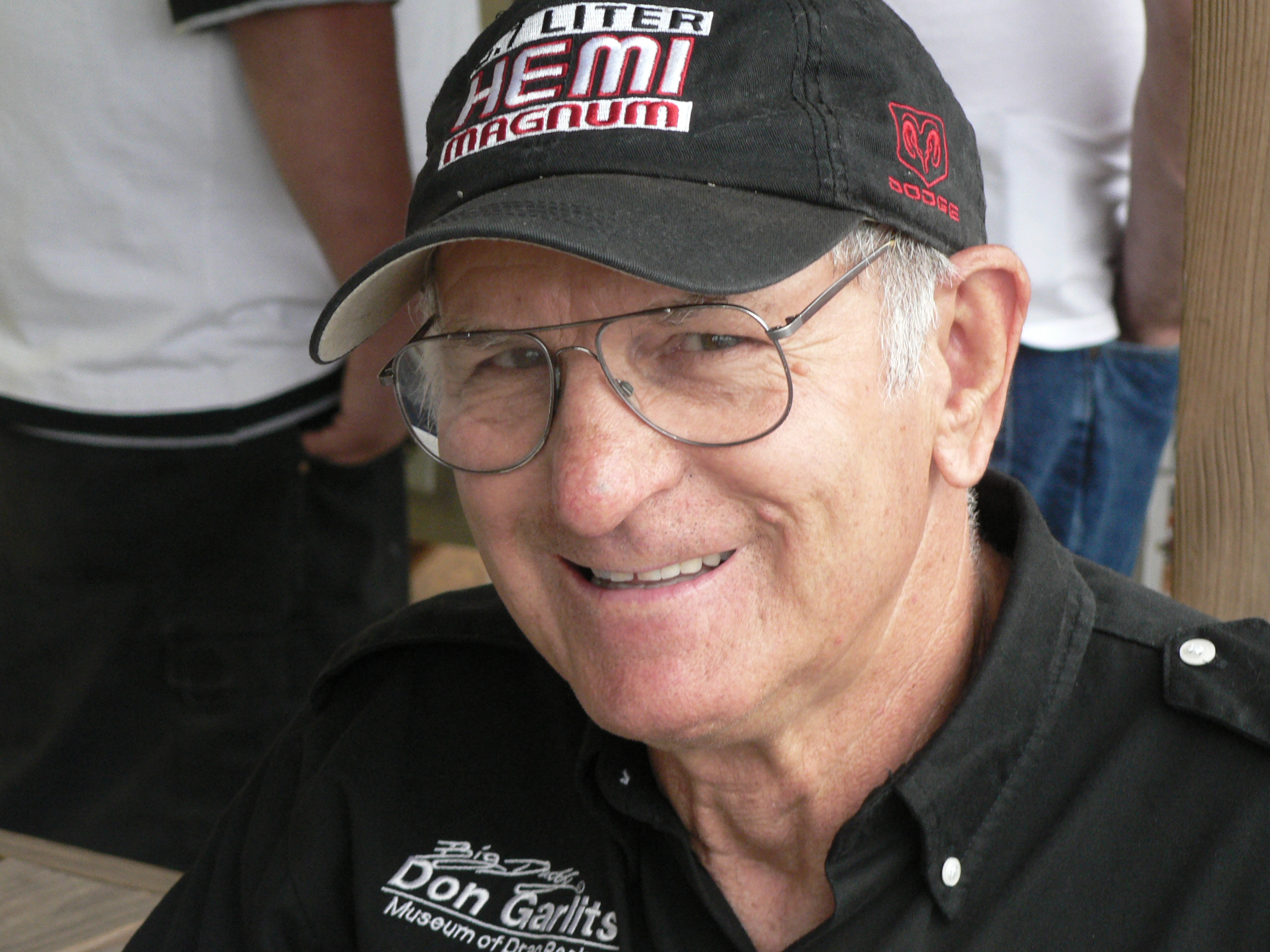
Don Garlits 2007

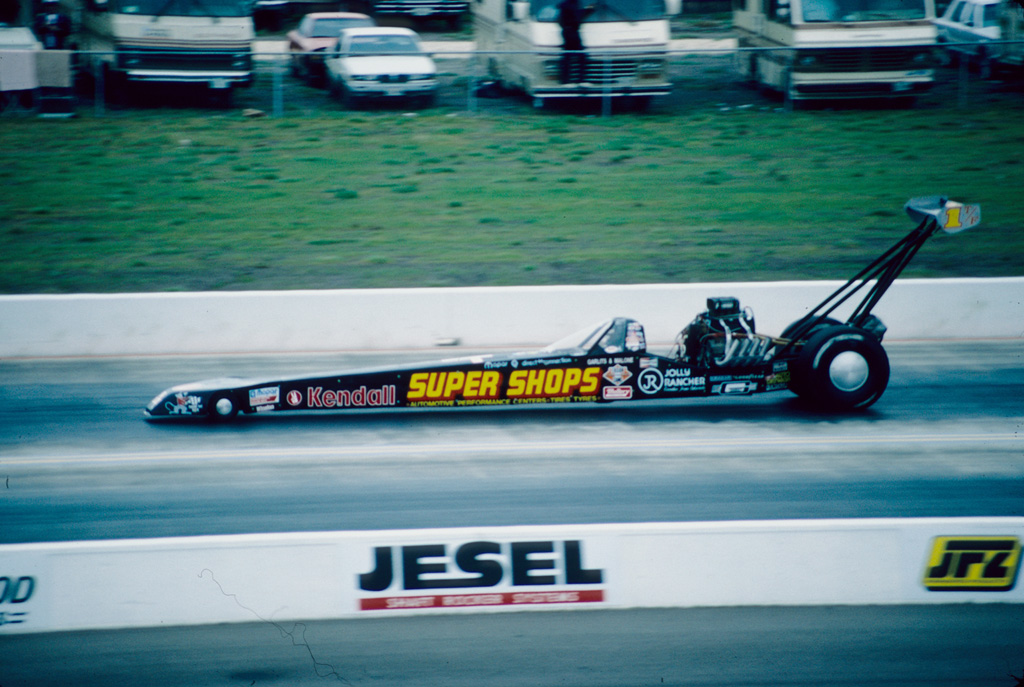
Don Garlits Swamp Rat XXX 1987.

Considerato uno dei padri del "drag racing", è noto col soprannome di "Big Daddy" tra gli appassionati di gare d'accelerazione di tutto il mondo. 
Pioniere ed innovatore nel campo del drag racing, perfezionò il design e la progettazione dei dragster top-fuel a motore posteriore dopo aver perso parte di un piede in un incidente di gara su di un dragster. Questo tipo di progettazione è di gran lunga più sicuro, dato che l'impianto d'alimentazione e le parti rotanti del motore del dragster sono collocati dietro il pilota piuttosto che davanti. Il pilota viene, così, messo anteriormente a quasi tutti i componenti meccanici, proteggendolo e permettendogli di attivare una serie di dispositivi di sicurezza in caso di guasti meccanici, incendi o esplosioni del motore. Garlits fu uno dei primi a promuovere l'utilizzo delle tute, e sotto-tuta, ignifughe intere da pilota in Nomex, un materiale ignifugo oggi usato per quasi tutte le tute di piloti, meccanici nonché dai vigili del fuoco. 
Garlits fu il primo pilota di drag racing per battere ufficialmente i record dei 170, 180, 200, 240, 250 e 270 miglia orarie su piste regolamentari da un quarto di miglio ed è stato anche il primo a raggiungere le 200 miglia orarie sull'ottavo di miglio.
È stato inserito in diverse Hall of Fame ed ha vinto vari premi durante la sua lunga carriera sportiva.
Nel maggio 2014, all'età di 82 anni, Garlits stabilì il record di velocità di 184 mph (296 km/h) su di un dragster EV, un veicolo elettrico a batteria che non brucia carburante.